# Beerfest Olomouc
Beerfest Olomouc is een bier- en muziekfestival in de Moravische stad Olomouc. De eerste editie van Beerfest vond plaats in 2002. Het festival vindt traditioneel in het Korunní pevnůstka plaats. In 2021 namen aan de 20e editie meer dan 30 bierbrouwerijen uit heel Tsjechië deel.